# Alena Adlerová
Alena Adlerová, roz. Königová, poprvé provdaná Kudělková (* 31. března 1922 Uherský Brod – 25. listopadu 2011 Krabčice) byla muzejní pracovnice a historička umění zaměřená na moderní a současné české sklo a užité umění.

## Život
Alena Adlerová maturovala na reálném gymnáziu v Brně a v letech 1945–1949 studovala dějiny umění na Filozofické fakultě Masarykovy univerzity v Brně (prof. Albert Kutal, Václav Richter). Absolvovala obhajobou rigorózní práce Život a dílo moravského barokního umělce Josefa Winterhaldera staršího. V letech 1949–1953 byla odbornou pracovnicí Slezského muzea v Opavě, od roku 1953 Uměleckoprůmyslového muzea v Brně. Od roku 1959 pracovala jako vedoucí pobočky brněnského UPM v Praze, od roku 1961 do roku 1990 byla zaměstnána v UPM v Praze. Od poloviny 60. let byla vedoucí odboru užitého umění 20. století a členka vědecké rady UPM. Absolvovala studijní pobyty v Mnichově a Kodani.
Byla členkou redakční rady časopisu Umění a řemesla po celou dobu, kdy časopis vycházel. Jako členka nákupních komisí působila v UPM v Praze, UPM v Brně, GBR v Lounech, VČM v Pardubicích, SM v Liberci, MSB v Jablonci nad Nisou a sklářských muzeí v Novém Boru a Kamenickém Šenově. Roku 1985 byla členkou mezinárodní komise soutěžní přehlídky Zweiter Coburgher Glaspreis v Německu. Přispívala do časopisů Výtvarná práce, Umění a řemesla, Ateliér, Výtvarná kultura. Roku 2011 ocenila Akademie designu ČR její knihu České užité umění 1918–1938.
Jejím prvním manželem byl literární historik a slavista doc. PhDr. Milan Kudělka, CSc. (1922–2005). Podruhé se provdala roku 1959 za rozhlasového režiséra PhDr. Petra Adlera (1930–2019), se kterým se roku 1961 přestěhovala do Prahy.
Zemřela ve věku 89 let v ústavu diakonie Českobratrské církve evangelické v Krabčicích na Litoměřicku.

### Ocenění
- 2007 Cena Design centra za publicistiku
- 2011 Síň slávy Czech Grand Design

## Dílo

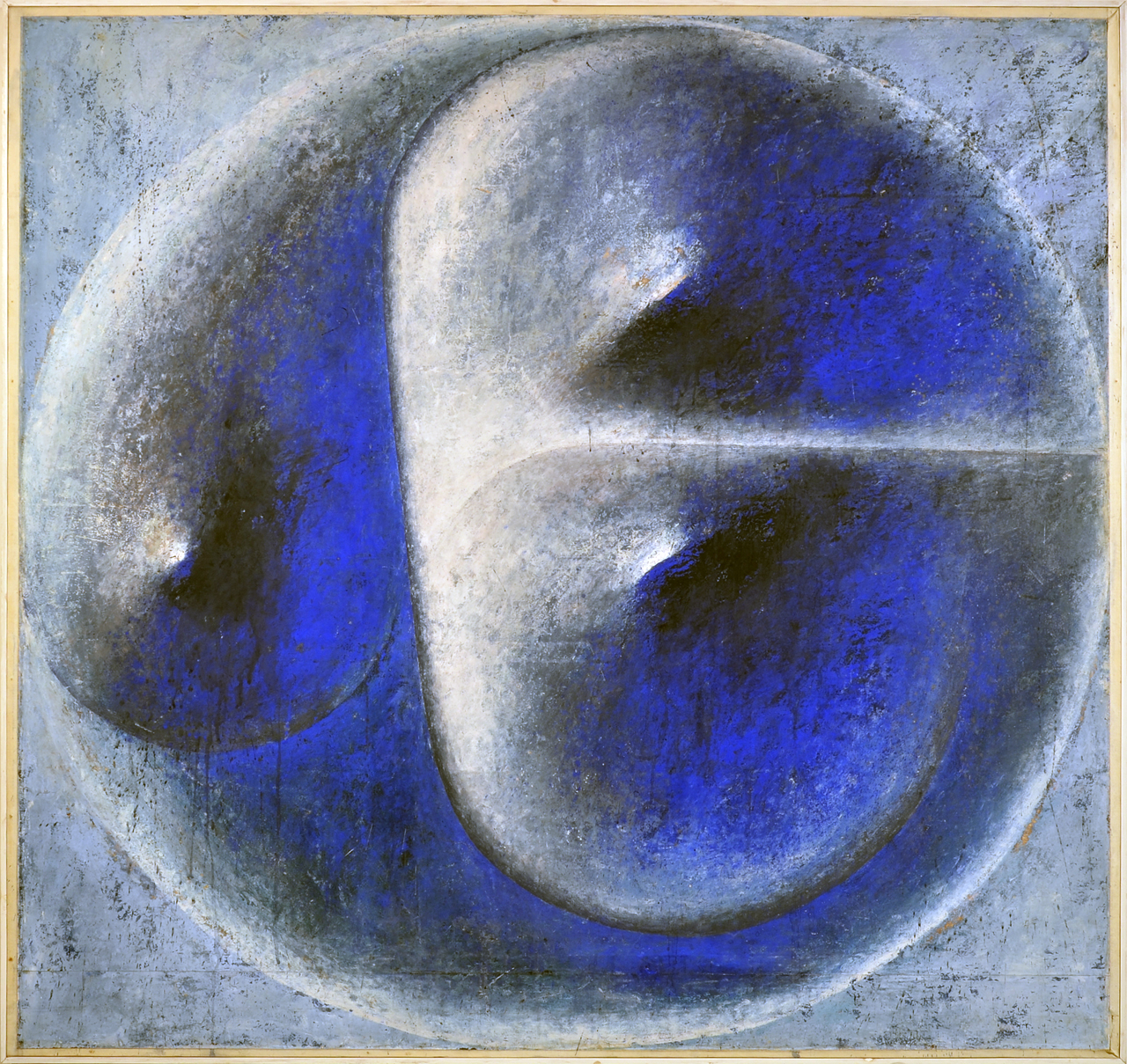
Stanislav Libenský, Modrá konkrece, 1966 (kresebná předloha)

Alena Adlerová patřila k nejvýznamnějším osobnostem teorie a výzkumu dějin českého užitého umění a designu. Pomáhala informovat o českém sklářském designu, připravila řadu objevných výstav a vybudovala kvalitní sbírkovou kolekci Uměleckoprůmyslového muzea v Praze. Roku 1982 objevila dílo Stanislava Libenského a Jaroslavy Brychtové Modrá konkrece, uskladněné a zapomenuté ve Výzkumném ústavu sklářském v Hradci Králové. Tento několikadílný reliéf, vytvořený pro Světovou výstavu v Montréalu roku 1967, je po opravě a opětovaném vystavení v Praze, Curychu a Gentu považován za jeden z nejcennějších příkladů československého skla, vytvořený po roce 1945.